# Толедо Эррера, Франсиско де
Франсиско де Толедо (исп. Francisco de Toledo Herrera, лат. Franciscus Toletus, 4 октября 1532, Кордова — 14 сентября 1596, Рим) — испанский кардинал иезуитский философ, яркий представитель второй схоластики.

## Биография
Родился в семье актуария. Изучал философию в Валенсии и теологию в Саламанке у Доминго де Сото. В 23 года стал профессором философии в Университете Саламанки (с 1555 по 1559 год). 
Рукоположен в священники в 1556 году. В 1558 году вступил в орден иезуитов. В 1559 был вызван в Рим, где начинающий Римский колледж нуждался в преподавателях. Он последовательно занимал должности магистра новацией, в течение трех лет преподавал философию, (1559-1562), схоластику и нравственное богословие (1562-1569), после чего стал префектом исследований Римского колледжа. 
Он был проповедником папы и кардиналов в течение двадцати четырех лет, сопровождал монсеньора Коммендона в его миссии к императору Максимилиану и польскому королю Сигизмунду, а также был посланником различных пап в Вене, Польше, Германии, Баварии и Лувене. 
Он в значительной степени способствовал примирению Генриха IV с Церковью и Испанией; после его смерти Генри устроил поминальную службу для него в Париже. 
В 1570-х годах он опубликовал ряд комментариев к работам Аристотеля.
Он руководил работой над Вульгатой папы Климента (1598), переработкой издания Вульгаты Секста V.

## Учение и труды
Сам Толет считал себя августинианцем и последователем Фомы Аквинского, хотя и не соглашался с ними по некоторым вопросам.

### Философские сочинения
- Introductio in dialecticam Aristotelis (Rome, 1561).
- Commentaria una cum quaestionibus, in universam Aristotelis logicam (Rome, 1572).
- Commentaria una cum quaestionibus, in Octo Libros Aristotelis de physica auscultatione (Venice, 1573).
- De generatione et corruptione (Venice, 1575).
- Commentaria una cum quaestionibus in tres libros Aristotelis De Anima (Coloniae Agrippinae, 1576).

### Богословские труды и экзегетика
- In Summam theologiae S. Thomae Aquinatis enarratio
- Summa casuum conscientiae absolutissima, sive instructio sacerdotum et peccatis mortalibus lib. VIII (Lyons, 1599).
- Commentarii In prima XII capita Sacrosancti Iesu Christi D. N. Euangelii secundum Lucam (Venetiis, 1600).
- In sacrosanctum Ioannis Euangelium commentarii (Romae, 1590).

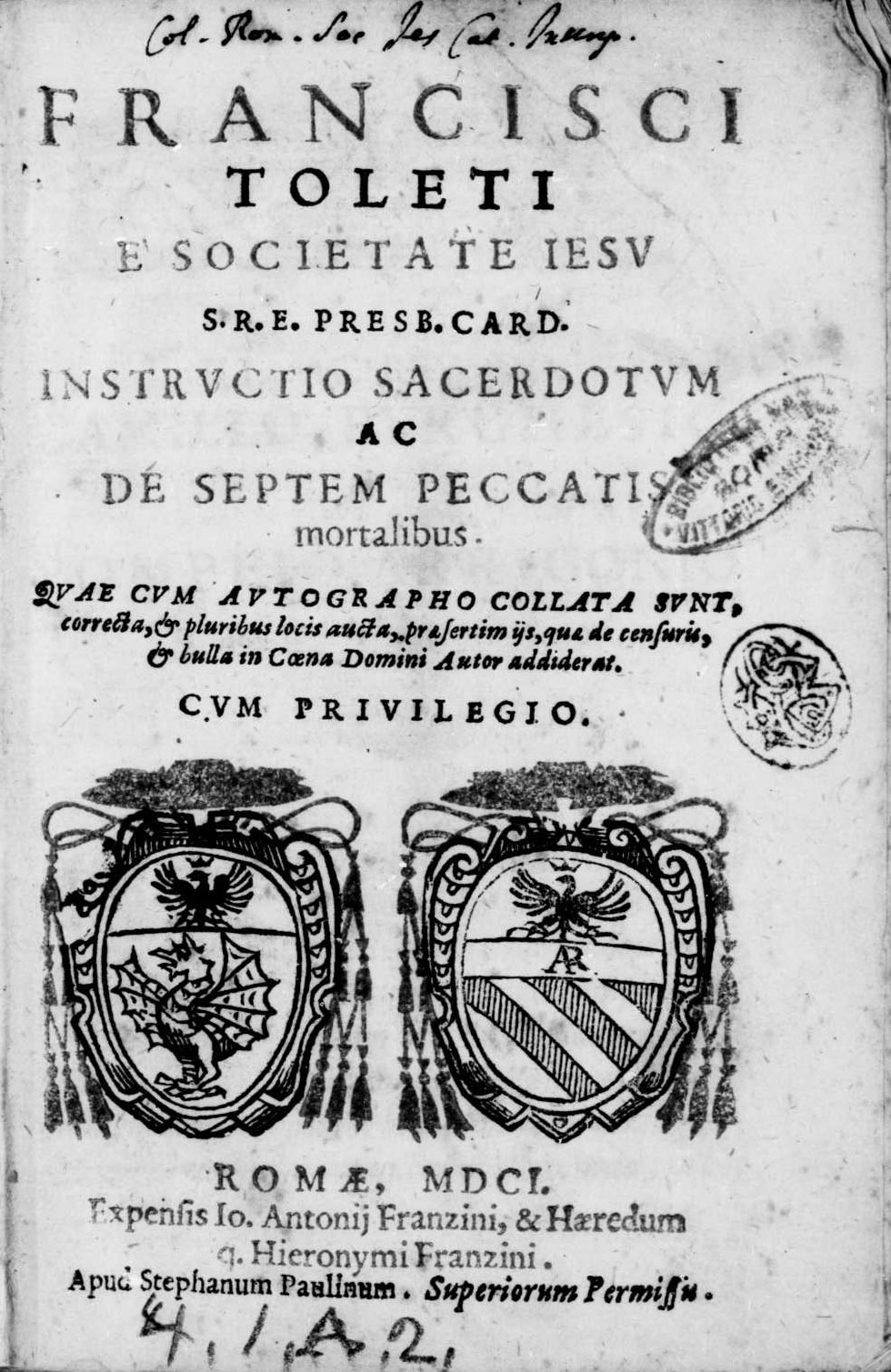
Instructio sacerdotum ac poenitentium, 1601
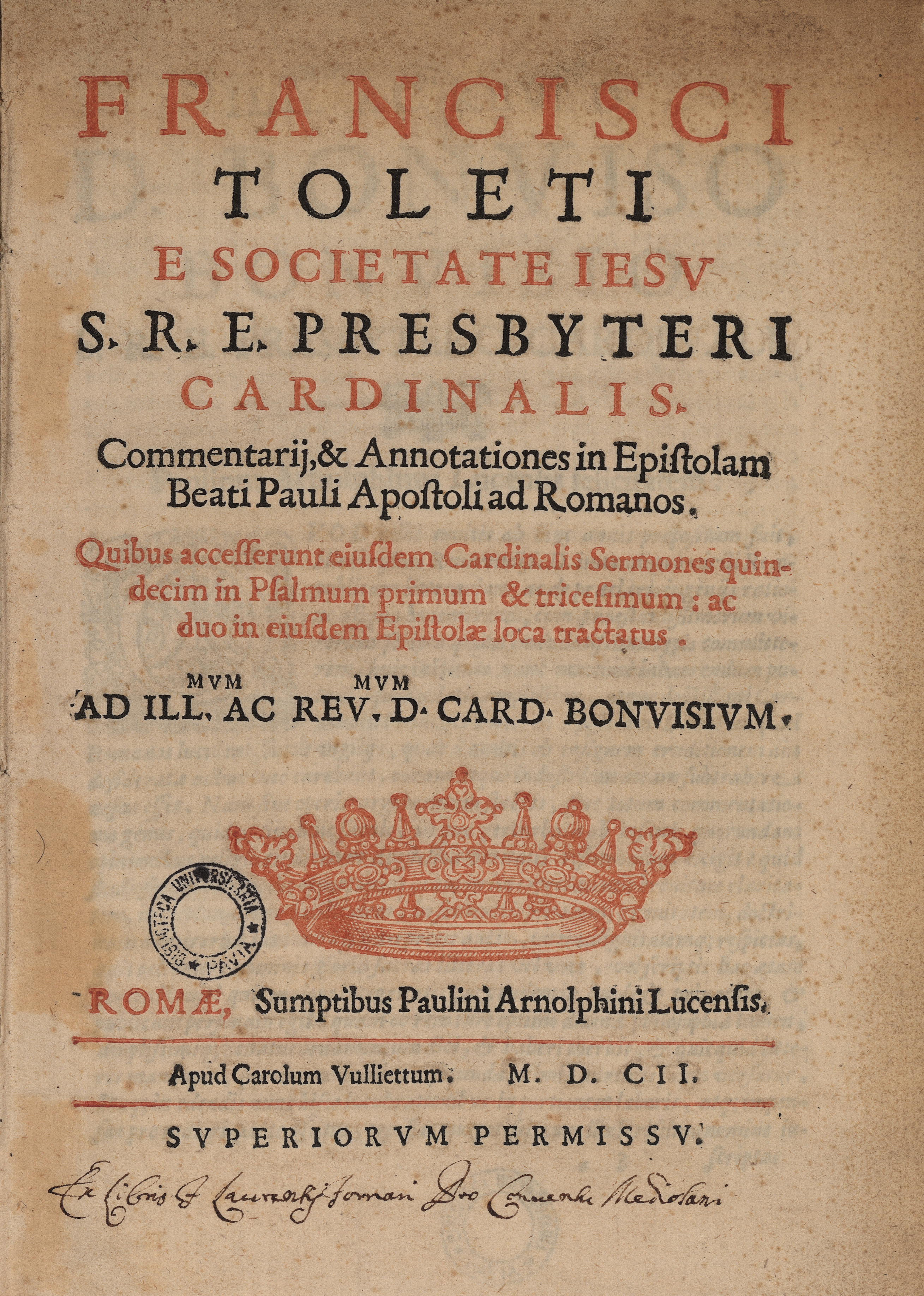
Commentarii et annotationes in Epistolam Beati Pauli apostoli ad Romanos, 1602